# Križ
Križ est un village et une municipalité située dans le comitat de Zagreb, en Croatie. Au recensement de 2001, la municipalité comptait 7 406 habitants, dont 96,61 % de Croates et le village seul comptait 1 905 habitants.

## Localités
La municipalité de Križ compte 16 localités :
| - Bunjani - Donji Prnjarovec - Gornji Prnjarovec - Johovec - Konšćani - Križ - Mala Hrastilnica - Novoselec | - Obedišće - Okešinec - Razljev - Rečica Kriška - Širinec - Šušnjari - Velika Hrastilnica - Vezišće |